# محافظة سان روكو آل بورتو
سان روكو آل بورتو ( لوديجيانو ، بياسينتينو : سان روتش ) هي كومونا (محافظة) في مقاطعة لودي في منطقة لومباردي الإيطالية ، وتقع على بعد حوالي 50 كيلومتر ( 31ميل) جنوب شرق ميلانو وحوالي 25 كيلومتر (16 ميل) جنوب شرق لودي . ومن 31 ديسمبر 2004 ، كان عدد سكانها 3383 نسمة ومساحتها 30.7 كيلومتر مربع ( 11.9 ميل مربع). سان روكو آل بورتو على الحدود مع المحافظات التالية: Fombio ، سانتو ستيفانو لوديجيانو ، كالينداسكو ، Guardamiglio ، بياتشينزا.

## مشاهير
- دومينيكو ميزادري ، (1867-1936) ، أسقف كيودجا

## صور أخرى

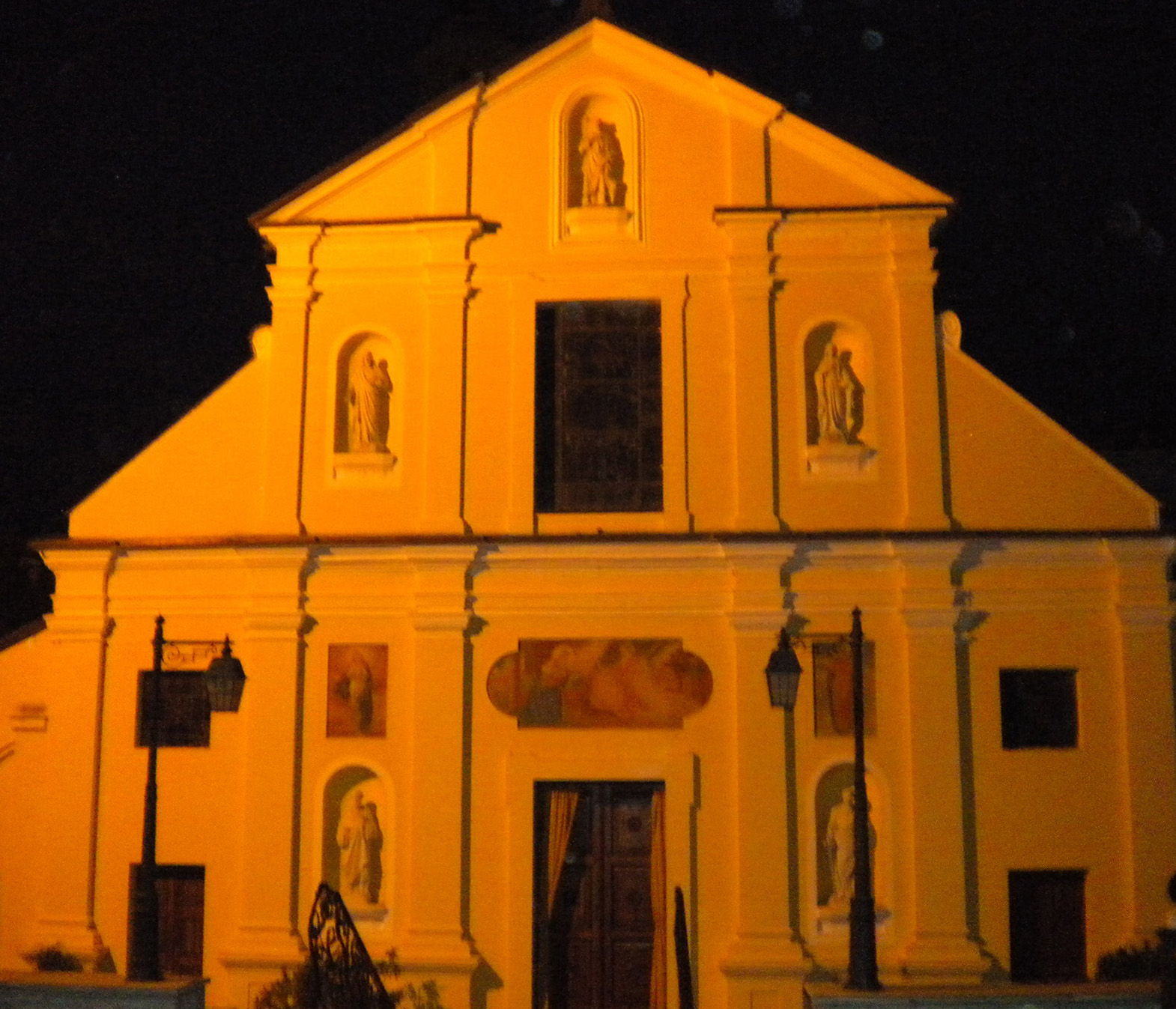
كنيسة الرعية في الليل

## روابط خارجية
- www.comune.san-rocco-al-porto.lo.it نسخة محفوظة 6 مايو 2001 على موقع واي باك مشين.